# IC 2318
IC 2318 је појединачна звијезда у сазвјежђу Рак која се налази на листи објеката дубоког неба у Индекс каталогу.
Деклинација објекта је + 18° 37' 23" а ректасцензија 8h 21m 32,8s. IC 2318 је још познат и под ознакама 2 * f.